# Maestro (animációs rövidfilm)
A Maestro magyar 3D-s számítógépes animációs rövidfilm, amelyet 2005-ben mutattak be. A háromdimenziós számítógépes grafikával készült film számos hazai és nemzetközi fesztiválon szerepelt sikerrel, többek között a legjobb animációs rövidfilm kategóriában Oscar-díjra is jelölték. A rövidfilmet M. Tóth Géza írta és rendezte, a zenéjét Pacsay Attila szerezte.

## Cselekmény
Egy énekes előadás előtti utolsó perceit láthatjuk a sminkszobában. A készülődésben egy gépkar segít a maestronak mindenben: sminkel, italt tölt, megigazítja a ruháját. Végül eljön a fellépés pillanata...

## Stáblista
- Rendező és forgatókönyvíró: M. Tóth Géza
- Zeneszerző és sound design: Pacsay Attila
- A szereplő hangja: Ambrus Ákos
- Animációs munkálatok: KGB Stúdió
- Animátor: Koós Árpád, Bogdán Zoltán
- Kamera és trükk: Klingl Béla, Megyeri Tamás

## Díjak
- 2007

Filmművészeti és Filmtudományi Akadémia, Jelölés a legjobb animációs rövidfilm Oscar-díjára
Evora Rövidfilmek Nemzetközi Fesztiválja, Közönségdíj
Kawasaki Digitális Rövidfilm Fesztivál, Fődíj
Lucania Filmfesztivál, Legjobb rendező
Semana de Cine de Medina del Campo, Különdíj
NAFF Neum Animációs Filmfesztivál, Fődíj
SARDINIAFILMFESTIVAL, Sassari, Legjobb rövidfilm
19th PRIX Danube Televíziós- és Gyerekfilmfesztivál, Animációs Fődíj, Diákzsűri díja
Fano Nemzetközi Filmfesztivál, 2. díj
- 2006

Gifu HIAFFF, Fődíj (megosztva)
Huesca Filmfesztivál, Elismerő oklevél
La Bourboule PLEIN la BOBINE, Gyerekzsűri díja
Leeds Nemzetközi Filmfesztivál, Elismerő oklevél
Patras Független Filmesek Nemzetközi Szemléje, Legjobb animációs film
Trieszt MAREMETRAGGIO, CEI-díj
Würzburg Nemzetközi Filmfesztivál, Rövidfilmdíj
Zlín Nemzetközi Gyermek- és Ifjúsági Filmfesztivál, Hermína Týrlová-díj
Granada Fiatal Filmesek Nemzetközi Fesztiválja, Elismerő oklevél
Reggio Filmfesztivál, Fődíj, Közönségdíj
III. VIDEOLOGIA Nemzetközi Filmfesztivál, Közönségdíj
BACKUP Fesztivál, Közönségdíj
CANARIASMEDIAFEST06, Animációs fődíj
River and Rails Nemzetközi Filmfesztivál, Legjobb animációs rövidfilm
Független Filmesek 8. Nemzetközi Találkozója, Athén, Legjobb animációs film
NAOUSSA Nemzetközi Rövidfilm Fesztivál, Zsűri különdíja
CORTOONS Nemzetközi Animációs Rövidfilm Fesztivál, Legjobb európai rövidfilm
MULTIVISION Fesztivál, Fődíj
ULRICH-SCHIEGG Filmfesztivál, Különdíj
Kimera Cineklub, The Land of The Living Shorts Filmfesztivál, Fődíj, Közönségdíj
- 2005

Aubagne Nemzetközi Filmfesztivál, Animációs fődíj (ex aequo), Közönségdíj
Bègles Les Nuits Magiques, Különdíj
Belgrád BALKANIMA, Különdíj
Belo Horizonte ISFF, Legjobb forgatókönyv
Berlini Interfilm Fesztivál, Legjobb gyerek rövidfilm
Budapesti Anifest3, Különdíj, Közönségdíj
Bukarest DaKINO Rövidfilmek Nemzetközi Fesztiválja, Különdíj
BUSHO – Budapesti Nemzetközi Rövidfilm Fesztivál, Legjobb animációs film
Changzhou CICDAF, Legjobb rövidfilm
CineFest Miskolc, Legjobb animációs film
Córdoba ANIMACOR, Második díj
Espinho CINANIMA, Közönségdíj
Izmir Nemzetközi Rövidfilm Fesztivál, Arany Macska
KAFF – Kecskeméti Animációs Filmfesztivál, Különdíj
MAFSZ – Országos Függetlenfilm Fesztivál, Különdíj
Montreál GLITCH, Különdíj
Nagoya JDAF, A Nagoya-i Kereskedelmi- és Iparkamara elnökségének díja
Pécsi Mozgókép Fesztivál, Különdíj
Rushes Soho Rövidfilmek Fesztiválja, Legjobb animációs film
Trencsénteplic Art Film, Elismerő oklevél